# 15294 Underwood
15294 Underwood è un asteroide della fascia principale. Scoperto nel 1991, presenta un'orbita caratterizzata da un semiasse maggiore pari a 2,1580114 UA e da un'eccentricità di 0,1830109, inclinata di 3,59283° rispetto all'eclittica.